# (8771) Biarmicus
(8771) Biarmicus est un astéroïde de la ceinture principale.

## Description
(8771) Biarmicus est un astéroïde de la ceinture principale d'astéroïdes. Il fut découvert le 30 septembre 1973 à l'observatoire Palomar par Cornelis Johannes van Houten, Ingrid van Houten-Groeneveld et Tom Gehrels. Il présente une orbite caractérisée par un demi-grand axe de 2,43 UA, une excentricité de 0,10 et une inclinaison de 7,0° par rapport à l'écliptique.

## Compléments